# Gary Winston Lineker
Gary Winston Lineker OBE (Leicester, Anglaterra, 30 de novembre de 1960) va ser un destacat futbolista anglès dels anys 80.

## Biografia
Va néixer a Leicester el 30 de novembre del 1960. Va ser un dels golejadors anglesos més destacats de la història. Al llarg de tota la seva carrera esportiva mai no va ser amonestat amb cap targeta, ni groga ni vermella.
Començà la seva carrera futbolística al Leicester City el 1976, club amb el qual debutà al primer equip el 1978. Posteriorment fitxà per l'Everton FC amb qui aconseguí la xifra de 38 gols en 52 partits la temporada (1985-86) aconseguint la pilota d'argent europea. Aquest fet el portà a fitxar per FC Barcelona el 1986. Durant les seves tres temporades al club guanyà una Copa del Rei i una Recopa d'Europa. Va ser titular en la final de la Recopa d'Europa de 1989, a Berna, que fou el primer trofeu de Johan Cruyff a la banqueta blaugrana i l'inici de l'èxit del “Dream Team”. El 1989 fitxà pel Tottenham Hotspur FC, amb el qual guanyà una copa anglesa. Acabà la seva carrera futbolística a la lliga japonesa de futbol al Nagoya Grampus Eight.
Debutà amb la selecció anglesa de futbol el 1984. Fou el màxim golejador de la Copa del Món de Futbol 1986 a Mèxic. Quatre anys més tard fou semifinalista al Mundial d'Itàlia 90. Es retirà de la selecció amb les xifres de 80 partits i 48 gols, l'any 1992.
Altres guardons individuals que obtingué foren el Futbolista anglès de l'any el 1986 i l'Ordre de l'Imperi Britànic. Actualment és comentarista de la BBC. Es feu famosa una frase seva: "el futbol és un esport molt simple, 22 jugadors lluiten per una pilota durant 90 minuts i al final sempre guanyen els alemanys".
El 1998 fou escollit per la Football League a la llista de les 100 llegendes del futbol anglès.
La periodista esportiva barcelonina Imma Pedemonte va explicar el 2017 en una entrevista com Lineker, en la seva etapa al Barça, l'havia menyspreat en considerar que no tenia suficients coneixements sobre futbol.
El març del 2023 la BBC el va acomiadar per una piulada crítica amb el govern britànic de Rishi Sunak sobre un nou pla d'immigració, però hi fou readmès al cap de pocs dies després d'aixecar una forta polseguera. Lineker era el presentador més ben pagat de la televisió, al càrrec del programa sobre actualitat del futbol Match of the Day, en emissió des de 1964.

## Trajectòria esportiva
- Leicester City FC 1983-1985, 95 gols
- Everton FC 1985-1986, 30 gols
- FC Barcelona 1986-1989, 43 gols
- Tottenham Hotspur FC 1989-1992, 67 gols
- Nagoya Grampus Eight 1992, 9 gols

## Palmarès
- 1 Copa espanyola: 1988
- 1 Copa anglesa: 1992
- 1 Recopa d'Europa: 1989[2]